# 런던경제회의

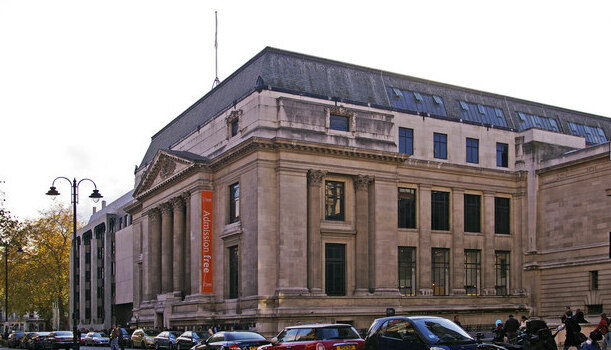
런던경제회의가 열렸던 런던 지질 박물관

런던경제회의(London Economic Conference), 런던세계경제회의, 정식 명칭 1933년 런던 통화 경제 회의(London Monetary and Economic Conference of 1933)는 1933년 6월 12일부터 7월 27일까지 런던의 지질 박물관에서 66개국 대표가 참석한 회의였다. 목적은 대공황 퇴치를 위한 조치에 대한 합의를 도출하고, 국제 무역을 활성화하며, 환율을 안정시키는 것이었다.

## 루스벨트의 간섭
6월 17일, 영국과 프랑스가 자신들의 환율을 통제하려고 할 것을 두려워한 프랭클린 D. 루스벨트는 이 계획이 탈출 조항으로 가득 찬 일시적인 장치일 뿐이라는 협상가의 항변에도 불구하고 합의를 거부했다.
6월 30일, 루스벨트는 더 나아갔다. 그는 기자 4명과의 인터뷰에서 공개적으로 안정화를 비판했다. 7월 3일, 그는 "더 광범위한 문제"가 존재할 때 안정화를 위한 노력을 비난하고 국가 통화의 환율이 다른 경제적 가치보다 덜 중요하다고 주장하는 메시지를 회의에 발표했다.

## 참고 문헌
1. ↑  1933년 세계경제회의, 서울경제, 2007-06-11
2. ↑  세계경제회의 개최, 충청투데이, 2008년 06월 11일
3. ↑  Kennedy, David; Bailey, Thomas Andrew (1994). 《The American Pageant: a History of the Republic》. Lexington, Mass: D.C. Heath. ISBN 0-669-33892-3.
4. ↑  “Foreign News: London Economic Conference”. 《Time》. 1933년 6월 19일. 2007년 9월 30일에 원본 문서에서 보존된 문서.